# Chalice Stone

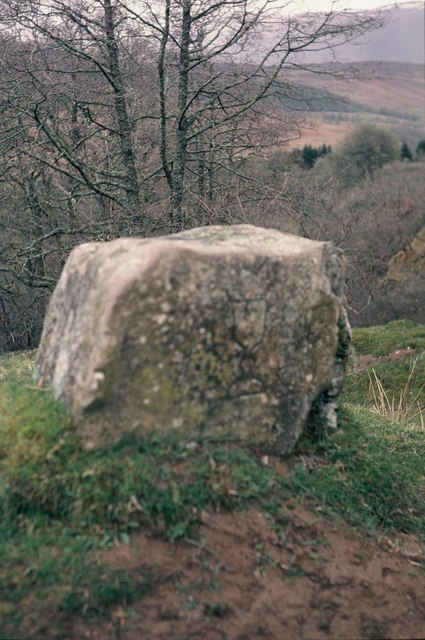
Chalice Stone mit Ritzzeichnung

Der Chalice Stone (deutsch Kelchstein; gälisch Clach na h-Aidhrinn) im Glen Roy ist ein im 18. Jahrhundert als Mass Rock (deutsch Messestein, Altar) verwendeter Stein. Nach dem letzten Jakobitenaufstand 1745 wurde er während der Katholikenverfolgung vom Herzog von Cumberland für heimliche Gottesdienste genutzt.
Der Stein steht am westlichen Steilufer des River Roy in Roybridge nordöstlich von Fort William in den schottischen Highlands.
Der kaum behauene Findling trägt an der Westseite die Ritzung eines Kelchs und einer Hostie, die aus der Verfolgungszeit stammt. 